# Centaurea wiedemanniana
Centaurea wiedemanniana — вид рослин роду волошка (Centaurea), з родини айстрових (Asteraceae).

## Середовище проживання
Ендемік Туреччини — північно-західної Анатолії.